# Davor Rodin
Davor Rodin (Zagreb, 13. svibnja 1936.), hrvatski filozof i politolog. 

## Životopis
Diplomirao je 1960. na Filozofskom fakultetu u Sveučilišta u Zagrebu, gdje je studirao filozofiju i germanistiku. Znanstveni interesi su mu prvenstveno marksizam i njemački klasični idealizam, a (posebno nakon 1990.) i novija filozofija uopće. Na Fakultetu političkih znanosti u Zagrebu predaje političku filozofiju.

## Izbor iz djela
- Aspekti odnosa između Hegelove i Marxove dijalektike (1967.)
- Metafizika i ćudoređe (1971.)
- Dijalektika građanskog društva (1971.)
- Marxova misao zajednice (1974.)
- Dijalektika i fenomenologija (1979.)
- Građanske granice slobode (1986.)
- Slike - slova - slike (1990.)
- Prijepis politike (1995.)
- Putovi politologije (2001.)
- Predznaci postmoderne (2004.)
- Politološki paradoksi? (2008.)[1]